# David III den store
David III den store (georgiska: დავით III დიდი) var en georgisk prins av Bagrationidynastin.